# Сакпетен
Сакпетен, Zacpeten — археологический памятник цивилизации майя. Находится в северной части Гватемалы. После крушения цивилизации майя город определённое время представлял собой независимый полис вплоть до испанского завоевания Месоамерики.
Первые жители города прибыли в эту область в средний доклассический период (1000 г. до н. э. — 300 г. до н. э.). В позднем доклассическом периоде город был заброшен, и вновь населён в период 600—950 гг. Затем город был вновь заброшен, и в третий раз заселён в постклассический период при государстве Ковох (en:Ko'woj), которое было покорено испанцами в 1697 году.
Группа A представляет собой архитектурный и церемониальный центр бывшего города. Здесь находятся два открытых зала и небольшая сакбе (церемониальная дорога), проходящая через площадь и разделающая два зала.
Группа B включает церемониальный комплекс, который использовался в постклассический период. Надпись на монументе и общий вид группы B говорят о культурных связях с Тикалем, важным региональным центром, расположенным в 25 км к северу от Сакпетена.
Во время позднего постклассического периода активность горожан была сосредоточена в четырёх из пяти зон города. В зонах D и E находились жилые помещения, а в зонах A и C преобладали церемониальные сооружения в стиле постклассического государства Ковох (13 — 17 вв.).